# Deepwater Horizon
Deepwater Horizon era una piattaforma semisommergibile di perforazione offshore in acque ultra-profonde, con posizionamento dinamico, di proprietà della Transocean. Costruita nel 2001 in Corea del Sud dalla Hyundai Heavy Industries, l'impianto fu commissionato da R&B Falcon (successivamente assorbita dalla Transocean), registrato a Majuro e affittato a BP dal 2001 fino al settembre 2013. Nel settembre 2009, l'impianto concluse le perforazioni del pozzo petrolifero più profondo della storia a una profondità verticale di 35 050 ft (10 683 m) e una profondità misurata di 35 055 ft (10 685 m) nel campo petrolifero di Tiber al blocco 102 del Keathley Canyon, a circa 250 miglia (400 km) a sud-est di Houston, a 4 132 piedi (1 259 m) di profondità d'acqua.
Il 20 aprile 2010, nel corso di una campagna di perforazione al prospetto Macondo, un blowout causò un'esplosione sulla piattaforma con conseguente fireball visibile da 40 miglia (64 km) di distanza, causando la morte di undici membri dell'equipaggio. L'incendio fu inestinguibile e, dopo due giorni, il 22 aprile, la Horizon affondò, lasciando il pozzo senza alcuna contropressione sul fondale marino e provocando la più grande fuoriuscita di petrolio in mare della storia.

## Design
Deepwater Horizon era un'unità offshore semisommergibile di quinta generazione, con design RBS-8D, per operazioni in acque profonde, posizionata dinamicamente, progettata per perforare pozzi sottomarini per l'esplorazione e la produzione petrolifera utilizzando un blowout preventer da 18,75 in (476 mm) e 15 000 psi (100 000 kPa), e un riser marino con un diametro esterno di 21 in (530 mm).
Deepwater Horizon era la seconda unità di una classe di due piattaforme semisommergibili: la sua gemella, Deepwater Nautilus, era però sprovvista di posizionamento dinamico. L'impianto era lungo 121 e largo 78 metri ed era in grado di operare in acque fino a 2400 metri di profondità, fino a una profondità massima di perforazione di 9100 m. Nel 2010 era uno dei circa 200 impianti di perforazione offshore in acque profonde in grado di perforare in acque più profonde di 1500 m. L'American Bureau of Shipping (ABS) classificava la piattaforma come "A1, Column Stabilised Drilling Unit, AMS, ACCU, DPS-3".
Nel 2002, l'impianto fu aggiornato con il sistema "e-drill", un sistema di monitoraggio grazie al quale il personale tecnico di sede a Houston, in Texas, poteva ricevere i parametri di perforazione in tempo reale dall'impianto, oltre a informazioni sulla manutenzione e sul troubleshooting.
I sistemi avanzati svolgevano un ruolo chiave nel funzionamento dell'impianto di perforazione, dalla tecnologia di monitoraggio della pressione e della perforazione, ai sistemi automatici di shutoff. Il sistema di modellazione del cemento OptiCem, utilizzato da Halliburton nell'aprile 2010, ha svolto un ruolo cruciale nella formulazione della miscela di malta cementizia e ha contribuito a far prendere alcune decisioni operative che divennero il punto focale per le indagini sull'esplosione della piattaforma.

## Storia

### Costruzione e proprietà
Deepwater Horizon fu costruita per R&B Falcon da Hyundai Heavy Industries a Ulsan, in Corea del Sud. La costruzione iniziò nel dicembre 1998, la chiglia fu posata il 21 marzo 2000 e la piattaforma fu consegnata il 23 febbraio 2001,  dopo l'acquisizione dell'R&B Falcon da parte di Transocean. Fino al 29 dicembre 2004 l'impianto era registrato nella Repubblica di Panama.
Transocean, attraverso la sua controllata di Steinhausen Triton Asset Leasing GmbH, gestiva l'impianto sotto la bandiera di comodo marshallese. Subito dopo la costruzione, l'impianto fu preso in affitto da BP con un contratto di 3 anni per l'impiego nel Golfo del Messico dopo la costruzione. Il contratto fu rinnovato nel 2004 per un anno, nel 2005 per altri 5 anni, e nel 2010 per altri 3 anni (dal 2010 al 2013). L'ultimo contratto aveva un valore di 544 milioni di dollari, pari a 496.800 dollari al giorno, per il solo affitto dell'unità, escludendo quindi il noleggio di equipaggio, attrezzature e navi di supporto, il cui costo di affitto è stimato essere la stessa cifra.
Secondo i documenti depositati da R&B Falcon alla Security Exchange Commission nel 2001, il documento di trasferimento tra R&B Falcon e Transocean era datato 17 agosto 2001, con "numero di registrazione ufficiale 29273-PEXT-1, numero IMO 8764597, tonnellaggio lordo di 32.588 e tonnellaggio netto di 9.778" e valore di trasferimento pari a 340 milioni di dollari. Al 2010, l'impianto era assicurato per 560 milioni di dollari a copertura dei costi di sostituzione e rimozione dei rottami.

### Operazioni di perforazione
Deepwater Horizon ha operato su pozzi nei giacimenti petroliferi Atlantis (BP 56%, BHP Billiton 44%) e Thunder Horse (BP 75%, ExxonMobil 25%). Nel 2007 veniva ancora descritto come "una delle piattaforme di perforazione più potenti al mondo". Nel 2006 è stata impiegata nelle operazioni che hanno portato alla scoperta del giacimento di Kaskida e nel 2009 del giacimento del Tiber. Il pozzo nel campo del Tiber aveva una profondità verticale reale di 35.050 piedi (10.683 m) e una profondità misurata di 35.055 piedi (10.685 m), a una profondità d'acqua di 4.132 piedi (1.259 m), costituendo all'epoca il pozzo petrolifero più profondo del mondo.
Nel febbraio 2010, Deepwater Horizon iniziò le operazioni di perforazione di un pozzo esplorativo al prospetto Macondo (Blocco 252 del Mississippi Canyon), a circa 66 km al largo della costa sud-orientale della Louisiana, a una profondità d'acqua di circa 1.500 m. I diritti di esplorazione del prospetto Macondo erano stati acquisiti da BP nel 2009, con la concessione posseduta da BP (65%), Anadarko Petroleum (25%) e MOEX Offshore 2007 (10%). Il 20 aprile 2010, durante le operazioni, si è verificata una violenta esplosione che ha portato alla distruzione dell'impianto e alla conseguente fuoriuscita di petrolio in mare, considerata la più grave mai accaduta, con successivo inquinamento di oltre 64 km di costa. Il pozzo era nelle fasi finali del completamento dopo che il cemento era stato posto per il rivestimento dell'ultimo casing. Le operazioni esplorative erano state considerate "concluse" dato che MMS (Minerals Management Service) aveva già richiesto di terminare le operazioni presso il sito di Macondo. L'impianto doveva passare alle sue fasi successive come piattaforma di produzione semi-permanente, inizialmente nel sito del Tiber e successivamente presso il campo di Kaskida, un'anticlinale a 50 miglia al largo della costa della Louisiana.
L'impianto è stato attivamente in funzione per il 93% della sua vita operativa (2.896 giorni su 3.131). Il resto del tempo è stato speso per lo spostamento tra i vari siti.

### Sicurezza e ispezione
Il Minerals Management Service (ribattezzato il 18 giugno 2010 Bureau of Ocean Energy Management, Regulation and Enforcement, o Bureau of Ocean Energy (BOE)) è l'organismo di regolamentazione e ispezione delle trivellazioni petrolifere offshore e degli impianti di perforazione negli Stati Uniti d'America. Secondo un'indagine dell'Associated Press, alcuni documenti di sicurezza non erano adeguatamente presenti e mancavano informazioni sulle procedure di emergenza. Il numero di ispezioni mensili eseguite variava nel tempo: per i primi 40 mesi le ispezioni sono state eseguite come richiesto dalla legislazione; successivamente, però, circa il 25% delle ispezioni richieste non è stato effettuato.  Questo è in parte giustificato dal fatto che non sempre le ispezioni sono state possibili, a causa, per esempio, del cattivo tempo meteorologico. I rapporti sulle ultime tre ispezioni del 2010 sono stati pubblicati dalle compagnie petrolifere ai sensi della legislazione sulla libertà di informazione. Ciascuna di queste ispezioni aveva richiesto due ore o meno.
Durante la sua vita operativa, l'impianto aveva ricevuto cinque avvisi di non conformità, quattro dei quali nel 2002 (sulla sicurezza dell'impianto, incluso il blowout preventer) e l'altra nel 2003 (su questioni di inquinamento). Un sesto avviso del 2007 relativo alle apparecchiature elettriche senza messa a terra è stato successivamente ritirato nel momento in cui fu verificata la conformità di tali apparecchiature alle normative vigenti. Nel complesso, secondo una società di consulenza, la sicurezza della Deepwater Horizon poteva essere considerata "piuttosto forte". Nel 2009 il Minerals Management Service "ha considerato Deepwater Horizon come un modello di sicurezza industriale". Secondo le indagini di AP "il suo record di sicurezza è stato così esemplare, secondo i funzionari dell'MMS, che l'impianto di perforazione non è mai stato incluso nella watchlist informale degli ispettori per le piattaforme problematiche".

## Esplosione e fuoriuscita di petrolio
Alle 19.45 CDT del 20 aprile 2010, durante le fasi finali di perforazione del pozzo esplorativo di Macondo, ci fu un'eruzione di acqua di mare dal riser marino sull'impianto, con conseguente geyser che arrivò fino ad un'altezza di 70 m. A tale evento seguì l'eruzione di una miscela di fango di perforazione, gas metano e acqua. La componente gassosa del materiale fangoso passò rapidamente a uno stato completamente gassoso, per poi prendere fuoco in una serie di esplosioni. Il personale dell'impianto tentò di attivare il blowout preventer, senza successo. Il tentativo di azionare ulteriori dispositivi di sicurezza non riuscì a chiudere il pozzo.
Si suppone che nell'esplosione iniziale persero la vita undici lavoratori. L'impianto fu evacuato, i lavoratori feriti trasportati per via aerea alle strutture mediche sulla terraferma. Dopo circa 36 ore, Deepwater Horizon affondò il 22 aprile 2010. I resti dell'impianto di perforazione furono localizzati sul fondale marino a circa 1.500 m di profondità, in quello stesso punto e a circa 400 m a nord-ovest del pozzo.
La conseguente fuoriuscita di petrolio continuò fino al 15 luglio di quell'anno, quando fu definitivamente chiusa. Pozzi di relief sono stati utilizzati per sigillare in modo permanente il pozzo, che è stato dichiarato "morto" il 19 settembre 2010. La NOAA ha istituito il progetto Gulf Spill Restoration, sotto il Deep Water Horizon National Resource Damage Assessment Trustees, che ha contribuito a ripristinare gran parte della costa.
Una verifica biologica compiuta a due anni dal disastro dal dipartimento di biologia marina dell'Università della Florida del Sud, mostra chiari segni di malattie della fauna marina legate all'ingestione di petrolio.

## Eventi successivi
Nel maggio 2010, Transocean ricevette un risarcimento assicurativo parziale per la perdita totale della Deepwater Horizon pari a 401 milioni di dollari.  analisti finanziari notarono che è probabile che l'indennità assicurativa superasse il valore dell'impianto di perforazione (sebbene non necessariamente il suo valore di sostituzione) e qualsiasi passività (quest'ultima stimata fino a 200 milioni di dollari).
Il valore del contenzioso non era noto al giugno 2010: per gli analisti, le conseguenze dell'incidente erano di dimensioni e complessità senza precedenti, persino rispetto ad eventi simili, che peraltro avevano richiesto molti anni per risolversi. Un'analisi successiva del Financial Times del luglio 2010 ha citato fonti legali che affermavano che "a un certo punto la portata del contenzioso stava diventando così grande da rappresentare una novità", che "la situazione rischiava di complicarsi ulteriormente a causa della varietà di casi probabili: ciò significa che sarebbe stato difficile aggregarli nelle cosiddette class action" e che "non c'era modo di inserire la vicenda in un contesto storico perché non era mai stato affrontato nulla di simile prima". Come per il disastro della Exxon Valdez, il contenzioso fu discusso in un'ottica ventennale.
Nel gennaio 2013, Transocean accettò di pagare miliardi di dollari per violazioni del Clean Water Act degli Stati Uniti. BP aveva precedentemente accettato di pagare 2,4 miliardi di dollari, ma dovette subire sanzioni aggiuntive che sarebbero potute variare tra 5 e 20 miliardi. Nel settembre 2014, Halliburton accettò di risolvere la maggior parte delle rivendicazioni legali pagando 1,1 miliardi di dollari in tre rate su due anni. Il 4 settembre 2014, il giudice distrettuale degli Stati Uniti Carl Barbier dichiarò che la BP era colpevole di negligenza grave e dolo ai sensi del Clean Water Act. Nella sentenza, egli descrisse le azioni della BP come "avventate", mentre le azioni di Transocean e Halliburton furono descritte come "negligenti". Il magistrato attribuì il 67% della colpa per la fuoriuscita a BP, il 30% a Transocean e il 3% a Halliburton. La BP rilasciò un comunicato in cui si dichiarava fortemente in disaccordo con la sentenza, affermando che la decisione del tribunale sarebbe stata impugnata.
L'8 dicembre 2014, la Corte Suprema degli Stati Uniti respinse la sfida legale di BP a un accordo sul risarcimento per la fuoriuscita di petrolio nel Golfo del Messico del 2010. L'accordo transattivo non aveva un limite, ma BP inizialmente stimò che avrebbe pagato circa 7,8 miliardi di dollari per risarcire le vittime.